# Улица Георгия Тороповского (Киев)
Улица Георгия Тороповского (укр. вулиця Георгія Тороповського) — улица в Днепровском районе города Киева, местность Соцгород. Пролегает от улицы Гетмана Павла Полуботка до бульвара Верховного Совета.
Присоединяется улица Уинстона Черчилля.

## История
Улица возникла в середине XX века под названием 649-я Новая, с 1953 года — Сталинабадская, в честь города Сталинабада (ныне — Душанбе). С 1961 года получила название улица Ивана Дубового, в честь советского военного деятеля Ивана Дубового. Современное название в честь Георгия Тороповского, добровольца 40-го БТрО «Кривбасс» — с 2016 года.